# Wahlrecht (Hamburg)
Das Wahlrecht in Hamburg regelt die Wahlen zur Bürgerschaft (hamburgisches Landesparlament) und zu den Bezirksversammlungen. Zwischen 2004 und 2014 wurde es in mehreren Schritten grundlegend verändert und gilt seitdem als eines der modernsten, allerdings auch als ein recht kompliziertes Landes- und Kommunalwahlrecht.
Bei der letzten Änderung des Wahlrechts im Jahr 2013 wurden u. a. das Wahlalter auf 16 Jahre gesenkt und die Legislaturperiode auf fünf Jahre verlängert. Es handelt sich seitdem um eine Verhältniswahl mit offenen Wahlkreislisten (Mehrmandatswahlkreise) und offenen Landeslisten. Im Folgenden werden die Einzelpunkte des Wahlsystems dargestellt.

## Wahlsystem seit September 2013

### Besonderheiten
- offene Wahlkreis- und Landeslisten
- Mehrmandatswahlkreise (3–5 Sitze)
- aktives Wahlrecht ab 16 Jahre
- Änderungen am hamburgischen Wahlrecht sind nur noch mit Zweidrittelmehrheit möglich. Die Änderung tritt zudem nicht vor Ablauf von drei Monaten in Kraft. Innerhalb dieser Frist können 2,5 Prozent der Hamburger Wahlberechtigten einen Volksentscheid über die Änderung verlangen. Im Volksentscheid ist die Änderung nur angenommen, wenn mindestens zwei Drittel der Abstimmenden zustimmen. Die Zahl der Ja-Stimmen muss außerdem mindestens 20 Prozent der Wahlberechtigten (wenn der Volksentscheid nicht an einem Wahltag zur Bürgerschaft oder zum Bundestag stattfindet) bzw. zwei Drittel der in dem gleichzeitig gewählten Parlament repräsentierten Hamburger Stimmen entsprechen. Für eine durch ein Volksbegehren initiierte Änderung des Wahlrechts gelten diese Hürden analog.

### Abgeordnetenzahl
Die Bürgerschaft besteht aus 121 Sitzen, von denen 71 Mandate in 17 Mehrmandatswahlkreisen über offene Wahlkreislisten, die restlichen 50 über offene Landeslisten vergeben werden. In den 17 Wahlkreisen werden je nach Größe drei, vier oder fünf Sitze vergeben. Durch Überhang- und Ausgleichsmandate (s. u.) kann sich die Gesamtanzahl der Abgeordneten der Bürgerschaft erhöhen.

### Wahlperiode
Die Legislaturperiode beträgt fünf Jahre.

### Aktives und passives Wahlrecht
Aktiv wahlberechtigt ist jeder Deutsche, der das 16. Lebensjahr vollendet hat und seit mindestens drei Monaten seinen (Haupt-)Wohnsitz in Hamburg hat.
Passiv wahlberechtigt, also wählbar, ist jeder Wahlberechtigte, der das 18. Lebensjahr vollendet hat.

### Stimmenzahl
Jeder Wähler hat zehn Stimmen:
- fünf Wahlkreisstimmen für Kandidaten im Wahlkreis
- fünf Landesstimmen für Kandidaten auf den Landeslisten oder für Landeslisten in ihrer Gesamtheit.

Die fünf Wahlkreisstimmen können alle auf eine Kandidatin bzw. einen Kandidaten vereinigt (Kumulieren) oder in beliebiger Weise auf mehrere Kandidatinnen/Kandidaten (auch unterschiedlicher Parteien oder Wählergruppen) verteilt werden (Panaschieren). Jede Aufteilung ist möglich, solange nicht mehr als fünf Stimmen vergeben werden.
Die fünf Landesstimmen können außerdem alle an eine Landesliste in ihrer Gesamtheit vergeben oder beliebig an mehrere Personen und/oder Gesamtlisten verteilt werden.

### Sperrklauseln
Für die Sitzverteilung in der Hamburger Bürgerschaft werden nur Landeslisten jener Parteien und Wählergruppen berücksichtigt, die mindestens fünf Prozent der gültigen Landesstimmen erhalten haben. Für die Sitzverteilung in den Bezirksversammlungen gilt eine 3-Prozent-Klausel.

### Sitzverteilung
Die 71 Wahlkreissitze werden in den Wahlkreisen auf die Kreiswahlvorschläge der Parteien, Wählergruppen und Einzelbewerber verteilt (Sainte-Laguë in den Wahlkreisen). Eine Sperrklausel im Wahlkreis gibt es nicht. Die einer Partei zustehenden Wahlkreissitze werden an die Bewerber mit den meisten Stimmen der jeweiligen Partei vergeben.
Wahlkreissitze von Einzelbewerbern oder von Parteien, die nicht über die Sperrklausel gekommen sind, vergrößern die Zahl der Bürgerschaftssitze entsprechend. Ergibt sich dadurch eine gerade Sitzzahl, kommt ein weiterer Sitz zwecks Vermeidung eines Patts hinzu.
Alle 121 regulären Sitze (sowie ggf. der Pattvermeidungssitz) werden nach dem Sainte-Laguë-Verfahren auf die Parteien, welche die Fünfprozenthürde überspringen konnten, entsprechend dem Verhältnis ihrer insgesamt im Land erreichten Zahl an Landesstimmen verteilt. Die Anzahl der in den Wahlkreisen errungenen Sitze der jeweiligen Partei wird hiervon abgezogen. Die restlichen Sitze gehen an diejenigen Kandidaten der Landesliste, welche nicht schon über Wahlkreise gewählt wurden. Aus dem Verhältnis von Listenstimmen und Personenstimmen einer Landesliste wird nach Sainte-Laguë ermittelt, wie viele Sitze entsprechend Listenreihenfolge und wie viele Sitze entsprechend der Stimmenzahl der Kandidaten verteilt werden. Zunächst werden die Sitze nach Listenwahl vergeben, dann die Sitze nach Personenwahl.

### Überhang- und Ausgleichsmandate
- Erreicht eine Partei mehr Wahlkreissitze, als ihr proportional im Lande zustehen, und überspringt sie darüber hinaus die 5-Prozent-Hürde, so behält sie diese Überhangmandate. Die Gesamtzahl der proportional zu verteilenden Sitze erhöht sich um die notwendige Anzahl an Mandaten (Ausgleichsmandate).
- Mandate von Parteien, die nicht die Fünfprozenthürde übersprungen haben oder die gar keine Landesliste aufgestellt haben, erhöhen die Gesamtzahl der Sitze in der Bürgerschaft. Ausgleichsmandate für diese Sitze gibt es nicht.
- Wenn sich durch derartige Wahlkreissitze oder durch Überhang- und Ausgleichsmandate die Größe der Bürgerschaft auf eine gerade Zahl erhöht, wird diese um einen weiteren Sitz erhöht.

### Mehrheitsklausel
Eine Partei oder Wählervereinigung, welche die absolute Mehrheit der insgesamt für die zu berücksichtigenden Landeslisten abgegebenen Stimmen erhält, erhält auch die absolute Mehrheit aller Bürgerschaftsmandate. Die betreffende Partei oder Wählervereinigung erhält gegebenenfalls zu diesem Zweck erforderliche zusätzliche Mandate.

## Wahlrechtsänderungen seit 2004

### Änderung 2004 (nie angewendet)
Am 13. Juni 2004 wurde durch Volksentscheid mit 66,5 % Ja- von 385.542 abgegebenen gültigen Stimmen ein neues Wahlrecht für Hamburg Gesetz. Es handelte sich dabei um ein stark personalisiertes Verhältniswahlrecht. Das Gesetz galt bis zum 11. Oktober 2006, als die regierende Hamburger CDU mit einer Mehrheit von 62 der 121 Stimmen für eine erneute Änderung des Wahlrechts, die entscheidende Elemente revidierte, stimmte. So wurde der Einfluss der Parteien auf die Zusammensetzung der Bürgerschaft wiederhergestellt, das 2004 verabschiedete Wahlrecht kam somit nie zur Anwendung.

#### Bürgerschaftswahl

##### Listenwahl allgemein
Personalisiert wurde das Listenwahlrecht bei der Bürgerschaftswahl durch den Umstand, dass die Reihenfolge der Kandidaten auf den von den Parteien zur Wahl eingereichten Listen so gut wie keine Bedeutung mehr hatte. Ausschlaggebend für die Aussicht auf ein Mandat (= Sitz) in der Bürgerschaft war lediglich die Anzahl der Stimmen, die jeder einzelne Kandidat persönlich auf sich vereinigen konnte (der Wähler hätte seine Kreuze nicht mehr nur bei den Listen allgemein machen können, sondern auch bei den einzelnen Kandidaten der Listen). Nur nach Reihenfolge der Kandidatenstimmenzahl wären die Sitze pro Liste nach der Wahl verteilt worden (die Parteilistenreihenfolge hätte lediglich bei Kandidatenstimmengleichheit entschieden). Die Macht der Parteien, die sonst in Mitglieder- bzw. Delegiertenversammlungen entschieden, welcher ihrer Kandidaten mit welcher Wahrscheinlichkeit (je höher der Listenplatz, desto höher die Wahrscheinlichkeit) in das nächste Parlament einziehen würde, wäre damit außer Kraft gesetzt worden.
Der Wähler hätte auch wie bisher sein Kreuz bei einer Partei allgemein machen können. Seine Stimme würde dann jedoch lediglich das Parteiengesamtergebnis beeinflussen, welches die Summe der Stimmen für Kandidaten einer Partei und der allgemeinen Stimmen für eine Partei gewesen wäre und aus dem sich die Sitzzahl ergeben hätte, die der Partei zugestanden hätte, nicht jedoch, welche Personen diese Sitze einnehmen würden. Diese Entscheidung hätte der Wähler einer Partei dann denjenigen, die Kandidaten persönlich gewählt hatten, überlassen.

##### Landeslistenwahl
Aus dem Landeslistenwahlergebnis (also der Summe der Stimmen für Kandidaten einer Partei und der Stimmen für die betreffende Partei allgemein) hätte sich wie bisher die Gesamtsitzzahl einer Partei in der Bürgerschaft ergeben. Ebenso wie bisher hätte die Fünf-Prozent-Hürde für Landeslisten gegolten.
50 der 121 Bürgerschaftsmandate wären aus den Landeslisten besetzt worden.

##### Wahlkreislistenwahl
71 der 121 Bürgerschaftsmandate wären über die Ergebnisse in den 17 Wahlkreisen vergeben worden. Bei den Wahlkreisen handelte es sich durch das neue Wahlrecht um Mehrmandatswahlkreise mit 3 bis 5 (je nach Größe des Wahlkreises) zu vergebenden Mandaten und entsprechenden Kandidatenlisten, die zur Wahl stehen. Auch hier hätte schließlich lediglich die Anzahl der persönlichen Stimmen, die die einzelnen Kandidaten auf sich vereinigen konnten, entschieden, welche Kandidaten die Mandate erlangt hätten. Es wäre also eine persönliche Konkurrenzsituation zwischen Kandidaten derselben Partei auch in den Wahlkreisen entstanden. Wie viele Sitze im Wahlkreis einer Partei überhaupt zugestanden hätten, hätte sich wie bei der Landesliste aus der Summe der Stimmen für die Kandidaten der Partei und der allgemeinen Stimmen für die Partei ergeben. Partei- oder auch Einzelkandidaten, die im Wahlkreis gewählt worden wären, hätten jedenfalls einen Sitz in der Bürgerschaft gehabt, auch wenn die Landesliste von Parteikandidaten die Fünf-Prozent-Hürde nicht überwunden hätte.

##### Anzahl der Stimmen
Jeder Wahlberechtigte hätte insgesamt zehn Stimmen gehabt, fünf für die Landesliste und fünf für die Wahlkreisliste. Jeder Kandidat (bzw. Partei allgemein) hätte auf dem Stimmzettel ebenfalls fünf Ankreuzfelder gehabt. Der Wähler hätte nun mehrere Stimmen auf einen Kandidaten bzw. Partei anhäufen (kumulieren) oder auch auf verschiedene Kandidaten bzw. Parteien verteilen (panaschieren) können. Wenn der Wähler also fünf Kandidaten persönlich für besonders fähig erachtet hätte, und sich von diesen im Parlament vertreten lassen gewollt hätte, so hätte er seine Stimmen auch dann entsprechend verteilen können, wenn die Kandidaten fünf verschiedenen Parteien angehört hätten.

#### Wahlen zu den Bezirksversammlungen
- Das neue Bürgerschaftswahlrecht wurde auf die Wahlen zu den Bezirksversammlungen übertragen.
- Die Wahlen zu den Bezirksversammlungen wurden von der Bürgerschaftswahl getrennt und mit der Europawahl zusammengelegt (alle fünf Jahre). Dadurch soll die politische Eigenständigkeit der Bezirksversammlungen gestärkt werden.
- Die Fünf-Prozent-Hürde wurde – entsprechend der Entwicklung auf kommunaler Ebene in anderen Bundesländern – aufgehoben.

Siehe auch: Kommunalwahlrecht.

#### Vergleichbares bestehendes Wahlrecht
Das Prinzip der dynamischen Parteilisten und der Mehrstimmigkeit ist bereits seit längerem im Kommunalwahlrecht anderer Bundesländer, wie Bayern, Hessen und Rheinland-Pfalz verankert und wird entsprechend angewendet. Die Parteilistendynamik ist auch im Wahlrecht zum Bayerischen Landtag festgeschrieben.

#### Die Haltungen der Parteien zum Wahlrecht von 2004
Die beiden Parteien CDU und SPD legten bei der Volksabstimmung zum neuen Wahlrecht 2004 einen gemeinsamen Gegenentwurf vor, der in den meisten Punkten dem Vorschlag der Bürgerinitiative ähnlich war, jedoch die entscheidenden Punkte, nämlich Mehrmandatswahlkreise und dynamische Parteilisten, nicht enthielten. Die Wähler entschieden sich für den Gesetzentwurf der Bürgerinitiative.
- CDU: Die mit absoluter Mehrheit allein regierende CDU richtete nach dem nicht ihren Vorstellungen entsprechendem Volksentscheid eine Geheimkommission unter dem langjährigen CDU-Parteivorsitzenden Jürgen Echternach (1937–2006) ein. Diese Kommission erarbeitete einen Wahlrechtsreformvorschlag. Aus Sicht der Wahlinitiative sollte dieser Vorschlag den Einfluss der Parteien auf die Personalzusammensetzung erhöhen und den Einfluss der Wähler praktisch unmöglich machen. Aus Sicht der CDU diente der Vorschlag insbesondere der Behebung von handwerklichen Fehlern im Gesetzestext der Initiative. Über einen entsprechenden Gesetzesvorschlag sollte die CDU-Fraktion in einer Sondersitzung am 31. Oktober 2005 entscheiden. Dies geschah jedoch nicht, da es nicht sicher schien, dass die Gesetzesvorlage in der Bürgerschaft eine Mehrheit finden würde, obwohl die CDU die absolute Mehrheit in der Bürgerschaft hat. Kritik kam z. B. vom CDU-Ortsvorsitzenden von Hamburg-Nienstedten, Lars Möller, der das Vorhaben als „eine Geheimaktion, die von oben durchgepeitscht wurde“ bezeichnete. Am 8. Mai 2006 beschloss die CDU-Bürgerschaftsfraktion bei Enthaltung der Harburger Abgeordneten einen Gesetzentwurf für ein neues Wahlrecht. Dieser sah u. a. starre Parteilisten und nur eine Wählerstimme (also kein Kumulieren und Panaschieren möglich) für die Landeslistenwahl, die Wiedereinführung der 5%-Hürde auf Bezirksebene, sowie ein Nachbesetzen von unbesetzten Wahlkreissitzen aus der Landesliste vor, wodurch die entscheidenden Merkmale des vom Volk bestimmten Wahlrechts abgeschafft werden sollten.
- SPD: SPD-Fraktionschef Michael Neumann versicherte in der Sendung hamburg journal, dass Volksentscheide aus Sicht der SPD „moralisch bindend sind und nicht angegriffen werden dürfen“. Die Hamburger SPD akzeptierte damit ihre Niederlage beim Volksentscheid.
- Bündnis 90/Die Grünen GAL: Der Verfassungsexperte und Bürgerschaftsabgeordnete der GAL-Fraktion Farid Müller unterstützte das neue Wahlrecht sowohl vor als auch nach dem Volksentscheid mit zahlreichen Reden und Presseveröffentlichungen. Nach seiner Meinung sei es „ein gutes Rezept gegen Politikverdrossenheit und Extremismus“, da es den Wähler gegenüber den Parteien stärke. Er prophezeite SPD und CDU eine schmerzliche Niederlage bei der Volksabstimmung. Die Pläne der CDU zur Änderung des Wahlrechts verurteilte er als „Wahlrechtsraub“. Auch Krista Sager, Vorsitzende der Bundestagsfraktion von Bündnis 90/Die Grünen und ehemalige Zweite Bürgermeisterin von Hamburg, nahm zugunsten des neuen Wahlrechts Stellung.
- FDP: Ekkehard Rumpf, verfassungspolitischer Sprecher der FDP-Bürgerschaftsfraktion, lobte die Differenziertheit, die das Kumulieren und Panaschieren dem Wähler ermöglichen würden. Das neue Wahlrecht entspreche nach seiner Aussage „einer jahrelangen Forderung der FDP“ und sprach ihm die volle Unterstützung seiner Partei zu.

### Änderung 2006
Am 11. Oktober 2006 beschloss die Hamburgische Bürgerschaft mit den Stimmen der CDU-Fraktion (mit Ausnahme eines CDU-Abgeordneten) gegen die Stimmen der Opposition entscheidende Änderungen des Wahlrechts für Hamburg, welche die Kernelemente des Wahlrechts von 2004, das somit nie angewendet wurde, rückgängig machten.
Durch die Gesetzesänderung wurden die fünf Stimmen für Landeslisten in eine Listen- bzw. Parteistimme (siehe Zweitstimme) umgewandelt. In den Wahlkreisen musste ein Kandidat 30 % der Wahlzahl als Persönlichkeitsstimmen erhalten, um seine Rangfolge zu verbessern (diese Klausel wurde später vom Hamburgischen Verfassungsgericht als rechtswidrig erklärt). Unter Berücksichtigung des in der Gesetzesbegründung angegebenen Beispiels wurde damit für die Wähler die Möglichkeit der Personenauswahl de facto abgeschafft. Auf Bezirksebene besteht die Fünf-Prozent-Klausel, um (so der CDU-Entwurf) extremistischen Parteien den Einzug in die Bezirksversammlungen zu erschweren.
Erringt eine Partei im Wahlkreis mehr Sitze als sie Kandidaten aufgestellt hat, so werden die leeren Plätze nun mit Kandidaten von der Landesliste der betreffenden Partei besetzt. Im Gegensatz zum Volkswahlrecht, bei dem leere Plätze unter den anderen Parteien verteilt worden wären, wodurch die Parteien massive Anreize hatten, zur Sicherheit mehr Kandidaten aufzustellen, als sie gewählt zu bekommen glaubten, entfällt dieser Anreiz jetzt. Im Grunde könnte nach der Änderung nun jede Partei nur einen Kandidaten im Wahlkreis aufstellen und eventuelle Nachrücker sicher in der gewünschten Priorität auf der Landesliste platzieren, so dass von der ursprünglich vom Volk gewünschten größeren Kandidatenauswahl und der Möglichkeit, die Kandidaten persönlich zu wählen (und auch abzuwählen und nicht nur die Reihenfolge zu ändern), keine Rede mehr sein kann.
Die Wahlrechtsänderung führt auch die Berücksichtigung des Verhältnisses von Listenstimmen zu Personenstimmen ein. Bei z. B. 50 % Listenstimmen und 50 % Personenstimmen werden die Hälfte der Sitze zunächst von den Kandidaten nach der Reihenfolge der persönlichen Stimmen besetzt, die andere Hälfte mit Listenkandidaten, wobei die ggf. bereits im ersten Schritt gewählten Kandidaten nun unberücksichtigt bleiben und die leeren Plätze von Listennachrückern besetzt werden, was ebenfalls eine Listenabsicherung ermöglicht.

#### Kritik an der Wahlrechtsänderung 2006
Die Änderung des mit knapp Zweidrittelmehrheit der Abstimmenden bestimmten Wahlrechts durch die Drei-Stimmen-Mehrheit einer einzigen Partei in der Bürgerschaft stieß nicht nur auf Kritik am Demokratieverständnis der Hamburger CDU (bislang wurde in der BRD das Wahlrecht nur mit großen Mehrheiten und mit Wirkung erst für die übernächste Wahl geändert), sondern warf auch juristische Fragen auf, z. B. nach dem Vertrauensschutz von Verfassungsinstitutionen (Volksentscheid) und der Berechtigung der Fünf-Prozent-Hürde auf Kommunalebene (in Deutschland inzwischen unüblich).
Sich stützend auf ein Gutachten des ehemaligen Vizepräsidenten des Bundesverfassungsgerichts Ernst Gottfried Mahrenholz, zogen die Bürgerschaftsfraktionen von SPD und GAL gemeinsam vor das Hamburger Verfassungsgericht, um gegen die von der CDU beschlossenen Änderungen des Wahlrechts zu klagen. Nach Ansicht Mahrenholz' hatte die Bürgerschaftsmehrheit das Volkswahlrecht „vollständig verändert“ und damit „den Grundsatz der Organtreue gegenüber dem Volksgesetzgeber verletzt“.
Nachdem die Personenwahl auf der Landesliste gleich ganz abgeschafft wurde, hängt die Möglichkeit, als Wähler im Wahlkreis eine wirkliche Personenwahl (und vor allem auch Abwahl) zu treffen, insbesondere von folgenden Faktoren ab:
1. Die Parteien müssen mehr Kandidaten aufstellen als ihnen später zustehen (die Parteien haben davon aber keinen Vorteil).
2. Es muss deutlich mehr Personen- als Listenstimmen geben.
3. Kandidaten auf hinteren Listenplätzen müssen die meisten Personenstimmen erhalten.

#### Urteil des Hamburgischen Verfassungsgerichts zur Wahlrechtsänderung
Am 27. April 2007 sprach das Hamburgische Verfassungsgericht die Urteile im Normenkontrollverfahren und im Organstreitverfahren. Dabei erklärte das Gericht die Änderung des per Volksentscheid verabschiedeten Wahlrechts durch die Hamburgische Bürgerschaft, bevor dieses Wahlrecht überhaupt einmal angewendet wurde, als zulässig. Eine Verletzung der aus der Organtreue folgenden Pflichten sei nicht gegeben.
Als verfassungswidrig wurde jedoch die Relevanzschwelle für die Personenwahl der Wahlkreiskandidaten bei der Bürgerschaftswahl beurteilt. Es liege eine Irreführung des Wählers vor, wenn die Überwindung der Relevanzschwelle nur theoretisch, nicht jedoch praktisch möglich sei und der Wähler dies nicht einfach erkennen könne. Die Fünf-Prozent-Hürde bei den Bezirksversammlungswahlen sei dagegen verfassungskonform.
Der Volksinitiative, die den Wahlrechtsvolksentscheid auf den Weg gebracht hatte, sprach das Gericht die Klageberechtigung mangels verfassungsrechtlicher Kompetenzen ab, da das Volksgesetzgebungsverfahren mit dem Volksentscheid abgeschlossen sei und die Initiative danach keine verfassungsrechtlichen Kompetenzen mehr habe. Zwei der neun Verfassungsrichter vertraten jedoch eine abweichende Meinung.

### Änderung 2007
Die Bürgerschaft musste nach dem Urteil das Wahlrecht in Bezug auf die Relevanzschwelle bei den Wahlkreiswahlen ändern. Im Jahre 2007 verabschiedete sie daher eine Wahlrechtsänderung, welche der im Urteil erklärten Verfassungswidrigkeit der Abänderung des volksbeschlossenen Wahlrechts Rechnung tragen sollte. Durch diese Änderung wird eine Wahlkreislistenstimme als Bestätigung der Listenreihenfolge durch den Kandidaten gewertet und durch die gewählte Reihenfolge der Sitzzuteilung der Einfluss der Persönlichkeitsstimmen weiter geschwächt.

### Änderung 2009
Der Hamburger Landesverband von Mehr Demokratie hatte nach den nicht unbedeutenden Änderungen des 2004 beschlossenen Wahlrechts einen neuen Anlauf gestartet, um das Wahlrecht weiter zu verändern. Nach einer erfolgreichen Volksinitiative im Herbst 2008 wurde Anfang 2009 ein erfolgreiches Volksbegehren durchgeführt. Der Vorschlag wurde am 26. Juni 2009 von der Bürgerschaft übernommen. Wenn ein Volksentscheid zustande gekommen wäre, hätte dieser am 27. September 2009 (parallel zur Bundestagswahl) stattgefunden.
Bei der Bürgerschaftswahl bleibt es dabei, dass in den 17 Wahlkreisen jeweils drei bis fünf Sitze von den Parteien errungen werden können. Neu ist, dass die Hamburger Wähler die Möglichkeit haben, ihre fünf Stimmen auf den Wahlkreislisten ausschließlich an Personen und nicht wie bisher auch an Parteien zu vergeben. Nach der Zahl der erhaltenen Stimmen richtet sich, wer in die Bürgerschaft einzieht.
Bei den Landeslisten zur Bürgerschaftswahl ist neu, dass die Wähler jetzt fünf Stimmen statt bisher eine Stimme haben. Diese können sie an die von den Parteien aufgestellten Personen, aber auch an die Parteiliste selbst vergeben. Letzteres bedeutet, dass sie dafür votieren, die auf die Partei entfallenden Mandate in der Reihenfolge zu vergeben, wie sie die Partei bei ihrer Kandidatenliste aufgestellt hat.
Diese Strukturen gelten grundsätzlich auch für die Wahlen zu den Bezirksversammlungen, allerdings mit der Besonderheit, dass statt der 5-Prozent-Hürde eine 3-Prozent-Hürde eingeführt wird. Die aktuellen Fassungen des BezVWG und des BüWG sind seit 7. Juli 2009 in Kraft. Infolgedessen fanden die Bürgerschaftswahl und die Wahlen zu den Bezirksversammlungen letztmals im Februar 2011 zusammen statt. Seit 2014 erfolgen die Wahlen zu den Bezirksversammlungen alle fünf Jahre gemeinsam mit den Europawahlen.